# Isolotti Brusgnacco
Gli isolotti Brusgnacco, Brusniacco, Brugnasco, scogli Brusgnak o Brusgnach (in croato: Veli e Mali Brušnjak) sono due isolotti della Croazia situati nel mare Adriatico a sud-est di Maon; fanno parte delle isole Liburniche meridionali. Amministrativamente appartengono al comune di Pago, nella regione zaratina.

## Geografia
Gli isolotti sono situati tra il canale di Maon (Maunski kanal) e quello di Puschina (Pohlipski kanal); si trovano a sud-est di punta Maon (rt Maun), la punta meridionale dell'omonima isola, fra quest'ultima e l'isola di Pago:
- Brusgnacco Grande[3][12], Brusniacco Grande[3], Brugnasco Grande[4] o Brusgnach velica[6][7] (Veli Brušnjak), si trova a circa 1 M[1] da punta Maon e a 2,9 km da Pago (rt Proboj); l'isolotto è situato a nord-ovest di valle Cassione[13] o porto Cossion[5] (Košljunski zaljev)[1], ampia insenatura della costa occidentale di Pago. Ha un'area di 0,182 km²[14], una costa lunga 1,59 km[1] e un'altezza di 19 m[1].
- Brusgnacco Piccolo[3][15], Brusniacco Piccolo[3], Brugnasco Piccolo[4] o Brusgnach mali[6][7] (Mali Brušnjak), piccolo isolotto 600 m a sud-est di punta Maon e 1,1 km[1] a ovest di Brusgnacco Grande; ha un'area di 0,041 km², una costa lunga 0,81 km[14] e un'altezza di 7 m[1] 44°23′52″N 14°58′36″E.

### Isole adiacenti
- Palladino (Lukar), nel canale di Maon, 3,9 km a nord di Brusgnacco Grande, vicino alla costa di Pago.
- Puschina (Pohlib), piccolo isolotto a ovest, a circa 6,5 km da Brusgnacco Piccolo, nel canale di omonimo (Pohlipski kanal).

### Cartografia
- (HR) Mappa topografica della Croazia 1:25000, su preglednik.arkod.hr. URL consultato il 22 ottobre 2017.
- G. Giani, Carta prospettiva delle Comuni censuarie della Dalmazia, foglio 1, 1839. Fondo Miscellanea cartografica catastale, Archivio di Stato di Trieste.
- Carta di cabottaggio del mare Adriatico, foglio V, Milano, Istituto geografico militare, 1822-1824. URL consultato il 23 ottobre 2017 (archiviato dall'url originale il 23 agosto 2021).